# الکسی بوندارنکو
الکسی بوندارنکو (به انگلیسی: Alexei Bondarenko) ژیمناست زادهٔ ۲۳ اوت ۱۹۷۸ میلادی اهل کشور روسیه است.